# La Fouillouse
 La Fouillouse  es una población y comuna francesa, situada en la región de Ródano-Alpes, departamento de Loira, en el distrito de Saint-Étienne y cantón de Saint-Héand.

## Demografía
| 2502 | 2736 | 3352 | 4004 | 4035 | 4234 |
| Para los censos de 1962 a 1999 la población legal corresponde a la población sin duplicidades (Fuente: INSEE [Consultar]) |      |      |      |      |      |